# Catedral de Alguer
La Catedral de Santa María Inmaculada es la iglesia principal de la ciudad italiana de Alguer, al noroeste de la isla de Cerdeña. Fue la sede del obispo de Alguer desde 1503 a 1986, cuando se creó la diócesis de Alguer-Bosa, compartiendo la sede con la Concatedral de la localidad de Bosa.
La catedral tiene su origen en el siglo XVI y se encuentra en el centro histórico de la ciudad, del que es uno de los principales monumentos.

## Historia
En 1503 el papa Julio II promulgó una bula con la que modificaba profundamente las diócesis de la isla, reforma promovida por el rey Fernando II. Las tres pequeñas diócesis de Castro, Bisarcio y Ottana unieron e incorporaron la nueva diócesis de Alguer.
Alguer fue elevada a la categoría de ciudad el año 1501, pero carecía de una iglesia lo suficientemente grande para alcanzar la categoría de catedral y los obispos de la nueva diócesis no residieron hasta los años 30 del siglo XVI, época en la que se inició la construcción del templo sobre una iglesia anterior, siguiendo los cánones del gótico catalán.
Hacia 1550 ya estaría terminada el área del ábside y el campanario octogonal, con la portada tardogótica de la base de este. Durante los 50 años siguientes se siguió con la construcción de la mano del ingeniero militar Rocco Cappellini, quien aplicó al templo elementos del renacimiento tardío. La catedral se abrió al culto, aunque por último, en 1593, cuando se celebraron algunas ordenaciones de sacerdotes. En el siglo XVII se procede a la cobertura del transepto y la construcción de la cúpula octogonal sobre el presbiterio.
En el siglo XVIII la iglesia se decoró con un mobiliario típico barroco de mármol. Ya en el siglo XIX (1862) se construyó una nueva fachada neoclásica.

## Descripción

### Exterior

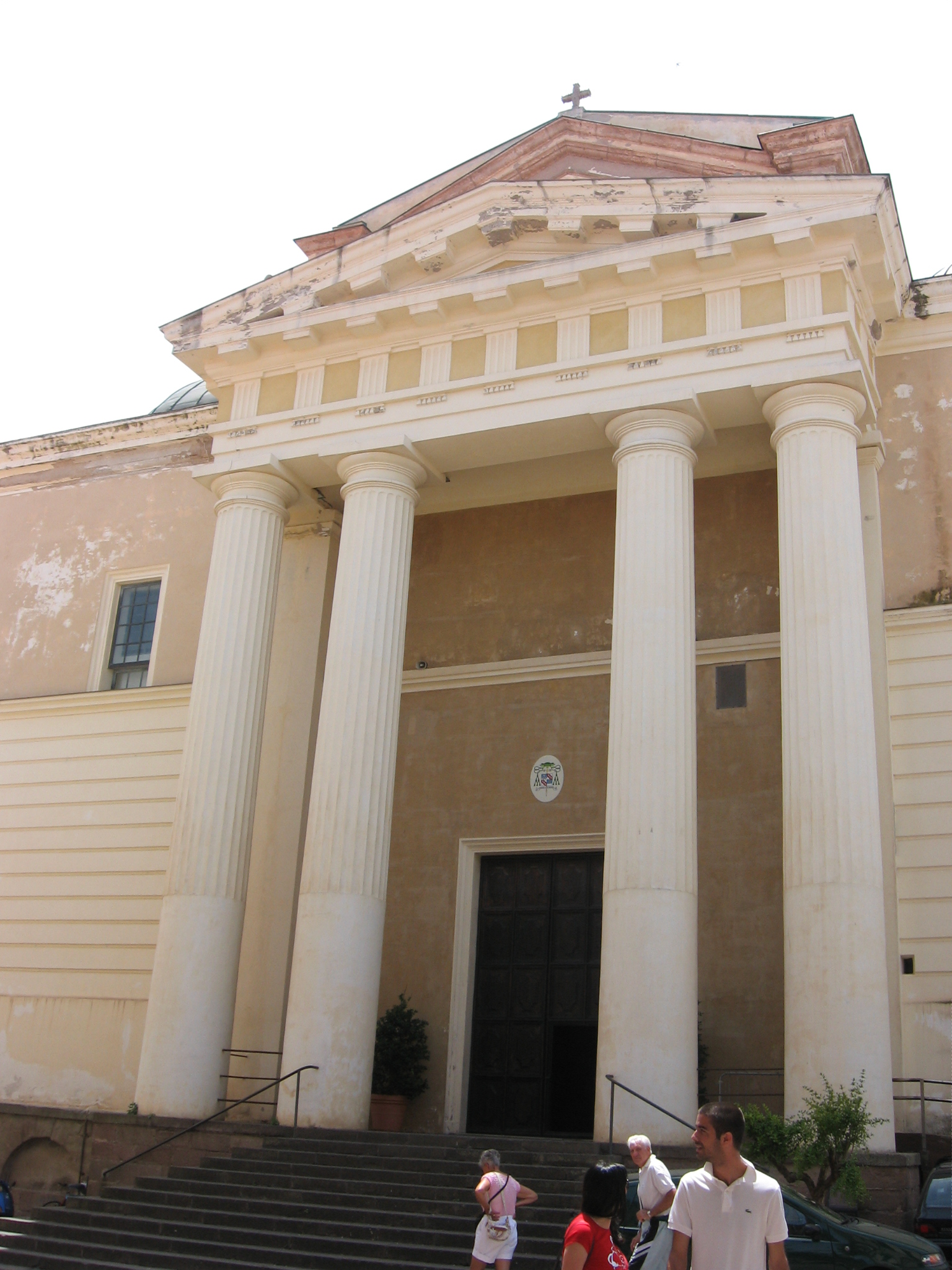
Pórtico neoclásico con columnas dóricas de la entrada principal.

El exterior de la catedral se caracteriza sobre todo por el alto campanario, uno de los símbolos de Alguer, y que destaca en el paisaje urbano del centro histórico. La torre se encuentra detrás de la iglesia, y forma parte de la primera fase de construcción del edificio, es de estilo gótico tardío, de planta octogonal, con diversas aberturas ojivales en los laterales y culmina con una aguja en la parte superior. En la base de la torre se abre el portal, finamente decorado con lirios tallados en piedra y sigue los modelos del gótico catalán y del gótico valenciano.
La entrada principal se encuentra en la pequeña plaza del duomo (Plaza de la Catedral), donde enfrenta con el pórtico del siglo XVIII de estilo neoclásico, con un frontón triangular sostenido por cuatro columnas dóricas.

### Interior

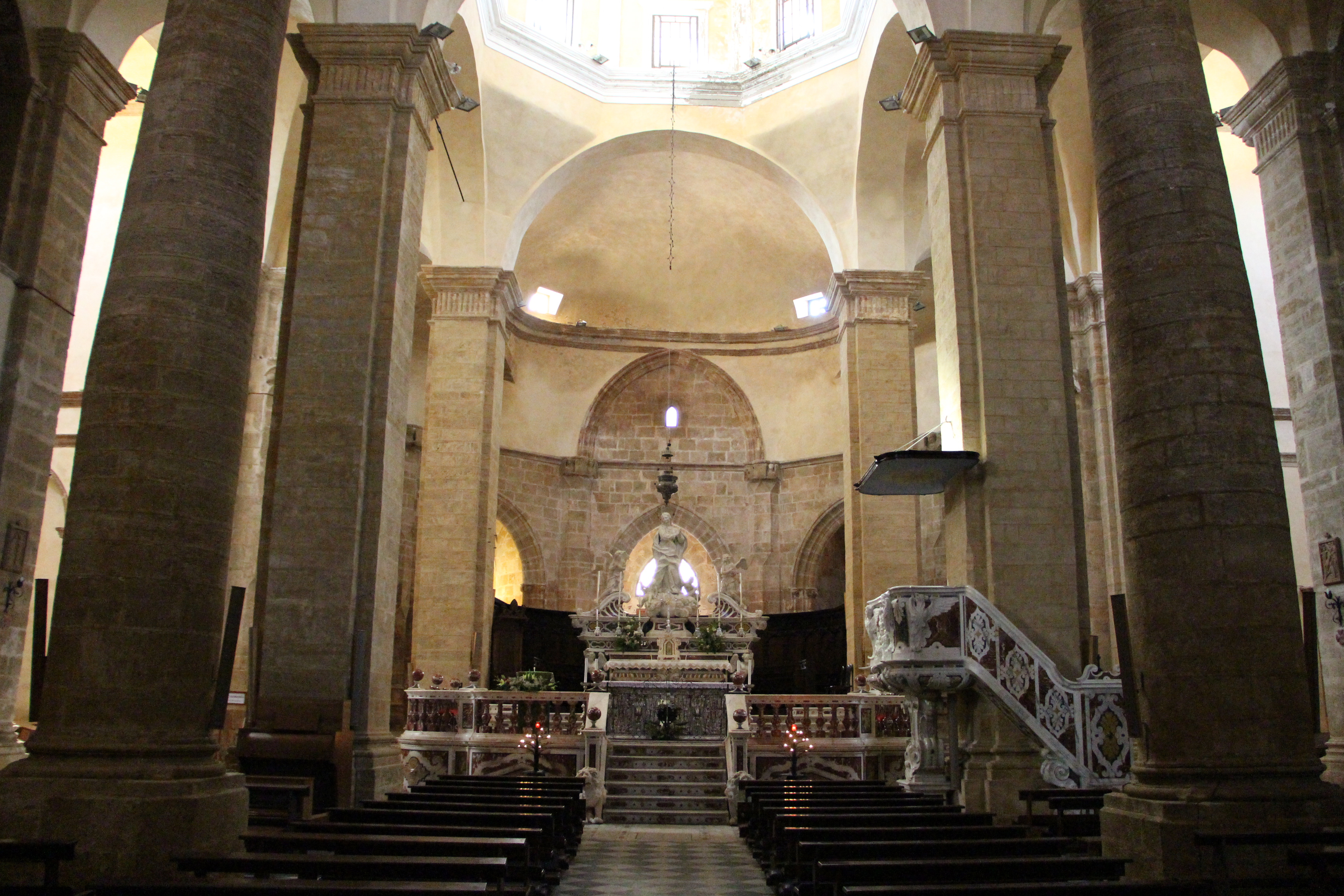
Interior de la nave principal.

El interior del templo tiene tres naves separadas por columnas y pilastras de estilo clásico, la cornisa marca el perímetro de la nave por debajo de la bóveda de cañón.
En las naves laterales hay seis capillas, tres en cada lado, y todas decoradas con interesantes obras de arte. Las capillas más notables son las del primer tramo de las naves, ya que son las más grandes y están cubiertas por cúpulas y cuentan con dos altares imponentes del siglo XVIII de estilo neoclásico, el de la primera capilla de la derecha es el más destacado y dedicado al Santísimo Sacramento. Este altar se consagró en 1824, tallado en mármol y decorado en el centro con un templete circular que recuerda al Templo de Vesta de Roma.
Otros capillas se abren en el crucero, destacando la que contiene el mausoleo neoclásico de mármol de Mauricio de Saboya (1762-1799), duque de Monferrato, cortado a principios del siglo XIX por Felice Festa, encargado por Carlo Felice de Saboya, hermano el duque.
En el punto donde se encuentran la nave central y el transepto se levanta la cúpula octogonal del siglo XVII, bajo la cual se encuentra el presbiterio. El área del presbiterio, elevado sobre el pavimento por medio de unas gradas, está rodeado de una balaustrada hecha en mármol con incrustaciones, obra del genovés Giuseppe Massetts, realizado en el año 1727. El mismo artista diseñó también el altar mayor, con un grupo de esculturas que representan la Inmaculada entre ángeles, así como el elegante púlpito. Junto a la escalera de acceso al presbiterio hay dos figuras de leones, según el modelo de la Catedral de Cagliari, seguido también por otras iglesias de la isla. Detrás del corazón de madera, en el ábside poligonal, se abren cinco capillas radiales de estilo gótico unidas, formando así un deambulatorio.